# Николо Паганини
Николо Паганини (на италиански: Niccolo Paganini) е италиански композитор, виртуозен цигулар и китарист.
Той е сред най-известните цигулари на своето време и най-ярките личности в музиката. Смятан от мнозина за първия виртуоз на цигулката, Паганини притежава отлична интонация и прилага новаторски техники. Автор е на многобройни музикални произведения за струнни инструменти: 24 капричиа за цигулка, 15 струнни квартета за цигулка, китара, виола и виолончело, 13 сонати за цигулка, китара и виола, 6 концерта за цигулка с оркестър, 1 концерт за китара с оркестър, около 200 пиеси за китара, вариации, акорди и други.

## Биография
Николо Паганини е третото (според други източници – второто) от 6-те деца в семейството на продавача на мандолини Антонио Паганини, който от малък мечтае за кариерата на музикант, и съпругата му Тереза Бочардо. Като на сън майка му вижда ангел, който предрича на нейния любим син кариера на велик музикант, а баща му повярва в това. Според биографа му Петър Лихтентал той получава уроци по свирене на мандолина от баща си, когато е на 5 години, на 6 г. вече се учи да свири на цигулка, а създава първите си композиции преди да навърши 8 години. Като момче Николо написва няколко произведения за цигулка, които не са запазени до днес, и макар че са били трудни, той успешно ги изпълнява. По спомени на самия музикант, баща му строго го наказвал, ако не прояви задължителна прилежност, и това впоследствие се отразява на неговото и без това слабо здраве. Продължава обучението си при най-известните учители в родния си град Генуа като Джовани Червето и Джакомо Коста. Не е известно, посещавал ли е Паганини училище, възможно е да се е научил да чете и пише по-късно. В негови писма, написани в зряла възраст, се срещат правописни грешки, обаче той притежавал някои познания по литература, история, митология.

### Кариера в Италия
През 1790 г. Николо композира първата си соната и за пръв път се представя пред публика. От 1793 г. той започва редовно да свири на богослужения в генуеските църкви. През 1795 заминава за Парма, за да продължи да учи, но преподавателите там считат, че няма на какво повече да бъде научен. Така той си налага собствен режим на подготовка, като често свири по 15 часа на ден.
През 1797 г. Николо започва концертната си дейност, година след година тя е поредица от триумфи. В началото на годината със своя баща предприема първото концертно пътешествие в Милано, Болоня, Флоренция, Пиза, Ливорно. В Ливорно той написва музика за фагот по молба на шведски музикант-дилетант, оплакващ се от липса на трудни произведения за неговия инструмент. Поради военни действия се налага да прекъснат гастролите. Паганини се връща в Генуа, а скоро, заедно със своето семейство, отпътуват за принадлежащ на баща му дом в долината Полчевера. Тук той усъвършенства своето изпълнителско и композиторско майсторство. Паганини измисля за себе си и изпълнява сложни упражнения, подобни на упражненията на цигуларя от XVII век Валтер. Усвоявайки прийомите на майсторите от миналото, Паганини непрестанно се усъвършенства в изпълнението на преходи, стакато, пиццикато (в това число в гами, прости и двойни трилери и флажолети), необичайни акорди, дисонанси, стреми се към вярно извличане на звуците при най-висока скорост. Той изпълнява упражненията много часове на ден до пълно изнемогване.
През 1801 г. опеката на бащата над Николо е прекратена. Той възобновява своята концертна дейност още през декември 1800 г. в Модена. Известността му като водещ цигулар расте необичайно. През есента на 1801 година пристига в Лука. Две изяви на Паганини на лукския събор са приети с възторг от публиката и е наречен „генуезки якобинец“. През декември 1801 г. Паганини получава длъжността „първа цигулка на Лукската република“. В този град той живее няколко години, занимава се също така с преподавателска дейност и работи с музиканти от оркестъра. Тук се случва и, вероятно, най-сериозното любовно увлечение на Паганини. Знатна дама, името на която музикантът скрива цял живот, се уединява заедно с него в своето тосканско имение. Паганини преживява там три години, занимавайки се със селско стопанство. В годините на затворничество той се пристрастява към свиренето на китара и написва 12 сонати за този инструмент и цигулка. По спомени на самия Паганини, в първото време от своя самостоятелен живот освен от любовта към жените, той е завладян от страстта към играта на карти. Често Паганини проиграва всичко, и заявява: „само моето собствено изкуство е могло да ме спаси“, но той съумява да се откаже от хазартните игри и повече никога не се докосва до картите. Не за дълго Паганини напуска Лука и се връща в Генуа. Обратно в Тоскана го поканва сестрата на Наполеон Бонапарт – Елиза Бачоки, станала, благодарение на своя брат, княгиня на Лука, Пьомбино, Масса, Карара и Гарняфо.
От 1805 до 1808 г. Паганини е дворцов солист-цигулар в Лука и получава титлата „придворен виртуоз“. Едновременно е назначен за капитан на личната гвардия на княгинята. Той изпълнява задълженията на личен музикант на княгинята, дирижира спектакли, редовно устройва концерти и дава уроци по свирене на цигулка на княза. По признание на самия Паганини, през това време той е имал роман с Елиза. По време на службата си в двора на Елиза Бонапарт той написва и изпълнява пиесата „Любовна сцена“ за струни „ла“ и „ми“, а по-късно, за рождения ден на императора – соната за струна „сол“ „Наполеон“. Известно време Паганини прекарва в двора на Полина Бонапарт в Торино. Тук той се сприятелява с Феличе Бланджини – музикален разпоредител на княгиня Боргезе. Бланджини става един от най-горещите поклонници на Паганини.
През втората половина на 1808 г. Паганини, по покана на Елиза Бачоки, пристига във Флоренция. Луиджи Пикянти разказва на първия биограф на Паганини – Конестабиле за случай по време на пребиваването на музиканта във Флоренция, напълно демонстриращ неговото изключително майсторство. Паганини бил длъжен да изпълни в дома на един от придворните „Соната“ от Хайдн под акомпанимент на роял. Музикантът доста се забавил, а когато пристига, за да не заставя слушателите да чакат повече, започва да свири без да провери настройката на цигулката. Той свири великолепно, въвеждайки по собствено усмотрение импровизирани фиоритури. След първата част на произведението Паганини открива, че „ла“ на цигулката се отличава от „ла“ на рояла с цял тон. Прекрасно разбиращият от музика Пикянти, по собствено признание, бил поразен: при такава произволна настройка на цигулката за вярно изпълнение на „Сонатата“ Паганини бил длъжен да преработи цялата апликатура, което направил мигновено, а слушателите не забелязали нищо.
През 1809 година Паганини представя своята собствена музика и концертира из цяла Италия. В края на 1812 година той оставя тягостната за него придворна служба и напуска Флоренция.
На 34-годишна възраст Паганини се увлича по 22-годишната певица Антония Биянки, на която той помага в подготовката за солово изпълнение. През 1825 г. на Николо и Антония се ражда син Ахил.

### Задгранични гастроли
В началото на март 1828 година Николо с Антония и Ахил тръгва на далечен път за Австрия на шест и половина годишно турне, което започва от Виена и завършва през септември 1834 в Париж. Това е последният период на неговата най-интензивна концертна дейност. Паганини работи много и дава концерти един след друг. До есента маестрото дава 20 концерта подред. С подобна интензивност дотогава той никога не е свирил в своя живот. Виенският „Всеобщ театрален вестник“ го нарича „гений“, а концертите му – „сензация“.

През 1828 г. музикантът се разделя с Антония, добивайки еднолична опека над сина им.
През периода от август 1828 до февруари 1831 г. той посещава 40 града в Германия, Чехия и Полша. От август 1829 г., когато Паганини пристига във Франкфурт, до началото на февруари 1831 г. продължава турнето в Германия. За 18 месеца цигуларят свири в над 30 града на концерти, в различни дворове и салони – почти 100 пъти. Паганини се чувства във възход, представленията му преминават с огромен успех и той почти не боледува.

През пролетта на 1830 година Паганини концертира в градове на Вестфалия. Тук се изпълнява неговото отдавнашно желание – Вестфалският двор го удостоява с титлата „барон“, свързана с получаване на пари. Титлата се предава по наследство, а именно това е целял Паганини, който е мислил за детето си.

През януари 1831 година Паганини дава последния концерт в Германия – в Карлсруе, и от февруари той вече е във Франция. Двата концерта в Страсбург предизвикват такъв възторг, който напомня италианските и виенски приеми.
С бурни овации са приети и концертите му в Париж и Лондон, а турнето му през 1832 година в Англия и Шотландия го прави богат. Желаейки да осигури на сина си достойно бъдеще, той изисква за себе си огромни хонорари, така че след смъртта му неговото наследство е няколко милиона франка.
Постоянните гастроли и чести представления подронват здравето на музиканта. Творческият му път е прекъсван от влошеното здраве и цял ред публични скандали. През септември 1834 година Паганини решава да завърши своята концертна кариера и да се върне в Генуа. Той постоянно боледува, обаче в края на декември 1836 година изнася три концерта в Ница, макар че вече не е в много добра форма. През 1837 г. маестрото все още дава концерти в Торино.

### Последни години
През целия си живот Паганини е имал много хронични заболявания. Макар че няма никакви определени медицински доказателства, съществува мнение, че е страдал и от синдром на Марфан. Независимо че цигуларят е ползвал помощта на именити лекари, той не е могъл да се избави от недъзите. През 1838 г. неговото здраве рязко се влошава. Пристъпите на туберкулоза стават непоносими.
През 1839 г. по предписание на лекарите Николо Паганини се преселва в Марсилия. През октомври същата година за последен път посещава родния си град Генуа. Той е болен, в извънредно нервно състояние и едва се държи на краката си. Здравето му се влошава поради рак на ларинкса и говорните му функции отслабват. Последните месеци от своя живот той прекарва в Ница. Не излиза от помещението, постоянно го болят краката и го мъчи кашлица, а болестите вече не се поддават на лечение. От 15 май 1840 г. престава да яде и изгубва окончателно гласа си. Изтощението е толкова силно, че през последните си 9 дни той не може да вземе в ръка лъка, силите му стигат едва да пипа с пръсти струните на цигулката до него. 

На 27 май 1840 г. в 5 ч. сутринта започва мъчително да кашля и от пристъпа умира.

### Погребение и памет
В завещанието си Николо Паганини забранява пищно погребение, не желае артисти да изпълняват реквием за него и дарява цигулката си на Генуа да се съхранява там вечно. След смъртта му епископът на Генуа отправя към него анатема и забранява да се предава прахът му на земята. Докато лекарят балсамира тялото, тълпата изисквала да се постави ковчегът с тялото на покойния на показ. Опасявайки се от погром, приятелите на знаменития цигулар изпълняват тяхното изискване. И към ковчега политат камъни с думи на проклятия. Местните вестници не написват нито дума за смъртта на Паганини. Ковчегът с тялото на великия музикант отначало е в подземието на дома на граф Чесоле, след това в два лазарета в Генуа, в яма под оградата на фабрика за маслиново масло, на няколко средиземноморски острова. Последният от тях е бил остров Сен-Фереол, където ковчегът висял окачен на скала с вериги. Синът на знаменития музикант Ахил посвещава дълги години на една цел – да се сдобие с погребение на своя баща.
За постигане на това му се налага да пожертва на католическата църква 1 милион и 100 хиляди златни франка. През 1853 г. в пармската църква Стекато прозвучава молитва за опрощаване греховете на Николо Паганини. Обаче документи за разрешение на погребение са подписани едва през 1896 г. През цялото това време прахът на Паганини очаква своя час в семейна гробница.
Цигулката, на която е свирил великият майстор, след смъртта му е наречена „Вдовицата на Паганини“. Тя се съхранява в сейф в кметството на Генуа. За да не губи инструментът звук, с честта да свирят на него се удостояват победителите в Международния конкурс за цигулари на името на Паганини, който се провежда ежегодно в Генуа от 1953 година.
Ференц Лист заявява: „Никога няма да има на света втори Паганини!“.

## Легенди
Веднъж Паганини изпълнява композиция, свирейки само на две струни, наричайки я „Дует на влюбените“. Една от неговите почитателки след концерта възторжено казва: „Кой може да Ви превъзхожда? Навярно само този, който свири на една струна, но това е съвършено невъзможно“. Цигуларят само се усмихва и само след една седмица той свири соната, посветена на Бялата Роза, на една струна.
Съществува легенда, че на един от неговите концерти се късат струните на цигулката му, като остава само една, но той завършва концерта си дори само с нея.